# فهرست فیلم‌های ترسناک ۲۰۲۳
این فهرستی از فیلم‌های ترسناک است که در سال ۲۰۲۳ منتشر شده‌اند/خواهند شد.

## فهرست
| عنوان                     | کارگردان                                                                     | بازیگران | کشور         | ژانر                          |
| ------------------------- | ---------------------------------------------------------------------------- | --- | ------------ | ----------------------------- |
| آخرین سفر دمتر            | آندره اوردال                                                                 | کوری هاکینز، اشلینگ فرنچوسی، لیام کانینگهام، دیوید دستمالچیان                                                                                                 | ایالات متحده | وحشت فراطبیعی                 |
| اره ۱۰                    | کوین گرویترت                                                                 | توبین بل، سینوو ماکودی لوند، استیون برند، مایکل بیچ | ایالات متحده | ترسناک دلهره‌آور               |
| استخر بی‌انتها             | برندون کراننبرگ                                                              | الکساندر اسکاشگورد، میا گاث، کلوپاترا کولمن، جلیل لیسپرت، آماندا بروگل                                                                                        | ایالات متحده | ترسناک دلهره‌آور علمی‌تخیلی     |
| با بدن مرده من ازدواج کن  | چنگ وی-هاو                                                                   | گرگ هسو، آستین لین، جینگل وانگ | تایوان       | کمدی ترسناک فراطبیعی و معمایی |
| بیو می‌ترسد                | آری استر                                                                     | واکین فینیکس، ناتان لین، پتی لوپن، ایمی رایان، کیلی راجرز، پارکر پوزی، استیون مک‌کینلی هندرسون، هیلی اسکوایرز، مایکل گاندولفینی، زوئی لیستر-جونز، ریچارد کایند | ایالات متحده | کمدی ترسناک                   |
| بوگیمن                    | راب ساویج                                                                    | سوفی تاچر، کریس مسینا، دیوید دستمالچیان، مارین ایرلند، ویوین لایرا بلر، مدیسون هو                                                                             | ایالات متحده | وحشت فراطبیعی                 |
| ترس                       | دیون تیلور                                                                   | جوزف سیکورا، کینگ بچ، اینی ایلانزا، روبی مودین، ایو گلدبرگ، ترنس جنکینز، جسیکا آلن، تی.آی.                                                                    | ایالات متحده | وحشت روانشناختی               |
| توطئه‌آمیز: در قرمز        | پاتریک ویلسون                                                                | پاتریک ویلسون، رز بیرن، تای سیمپکینز، پیتر داگر، سینکلر دانیل، هیام عباس                                                                                      | ایالات متحده | وحشت فراطبیعی                 |
| جن‌گیر پاپ                 | جولیوس ایوری                                                                 | راسل کرو، الکس اسو، دنیل زوواتو، فرانکو نرو، لورل مارسدن، کرنل اس جان، پیتر دسوزا-فیگونی                                                                      | ایالات متحده | وحشت فراطبیعی-دلهره‌آور        |
| جن‌گیر: مؤمن               | دیوید گوردون گرین                                                            | الن برستین، لسلی اودم جونیور | ایالات متحده | وحشت فراطبیعی                 |
| جیغ ۶                     | مت بتینلی-اولپین، تایلر ژیلت                                                 | کورتنی کاکس، ملیسا باررا، یاسمین ساوی براون، میسون گودینگ، درموت مالرونی، جنا اورتگا، هیدن پنیتیر                                                             | ایالات متحده | اسلشر                         |
| خواهر مرگ                 | پاکو پلاسا                                                                   | آریا بدمار، آلمودنا آمور، مارو والدیویلسو | اسپانیا      | وحشت فراطبیعی                 |
| درون                      | واسیلیس کاتسوپیس                                                             | ویلم دفو | ایالات متحده | وحشت روانشناختی               |
| در پوست مادرم             | کنت داگاتان                                                                  | بیوتی گونزالس، فلیسیتی کایل ناپولی، جیمز ماوی استرلا، آنجلی بایانی، رونی لازارو، آرنولد ریس، نوئل استو. دومینگو، یاسمین کورتیس اسمیت                          | ایالات متحده | وحشت فراطبیعی                 |
| در کابین را بزن           | ام. نایت شامالان                                                             | دیو باتیستا، روپرت گرینت، نیکی آموکا-برد، بن الدریج، جاناتان گروف، ابی کوین                                                                                   | ایالات متحده | ترسناک دلهره‌آور               |
| راهبه ۲                   | مایکل چاوز                                                                   | بونی آرونز | ایالات متحده | وحشت فراطبیعی                 |
| رستگاری                   | لی دنیلز                                                                     | آندرا دی، مونیک، آنجانو الیس، راب مورگان، تاشا اسمیت، کیلب مک‌لاگلین، عمر اپس، گلن کلوز                                                                        | ایالات متحده | ترسناک دلهره‌آور               |
| رنفیلد                    | کریس مک‌کی                                                                    | نیکلاس هولت، نیکلاس کیج، آکوافینا، بن شوارتز، آدریان مارتینز، شهره آغداشلو، بس روس                                                                            | ایالات متحده | کمدی ترسناک                   |
| مرده شریر برمی‌خیزد        | لی کرونین                                                                    | آلیسا سادرلند، لیلی سالیوان، گابریل اکولس، مورگانا دیویس، نل فیشر، میا چالیس                                                                                  | ایالات متحده | وحشت فراطبیعی                 |
| شلبی اوکس                 | کریس استاکمن                                                                 | کمیل سالیوان، برندان سکستون سوم، مایکل بیچ، روبن بارتلت، کیث دیوید، چارلی تالبرت، امیلی بنت، سارا دورن                                                        | ایالات متحده | وحشت فراطبیعی                 |
| عمارت متروکه              | جاستین سیمین                                                                 | کیت استنفیلد، تیفانی هدیش، اوون ویلسون، رزاریو داوسون، دنی دویتو                                                                                              | ایالات متحده | وحشت فراطبیعی                 |
| ما یک روح داریم           | کریستوفر لندون                                                               | دیوید هاربر،‌ جاهی دی آلو وینستون، آنتونی مکی، جنیفر کولیج | ایالات متحده | کمدی ترسناک                   |
| مشکلی با کودکان وجود دارد | رکسان بنجامین                                                                | زک گیلفورد، آماندا کرو، آلیشا وین‌رایت، کارلوس سانتوس | ایالات متحده | وحشت فراطبیعی                 |
| ناخواسته                  | جان رایت                                                                     | هانا جان کامن، داگلاس بوث، جیمی لی اودانل، کالم مینی، کریستین نارن                                                                                            | انگلستان     | وحشت عامیانه                  |
| وی/اچ/اس/۸۵               | دیوید بروکنر، اسکات دریکسون، جیجی سائول گوئررو، ناتاشا کرمانی، مایک پی نلسون | اعلام‌خواهدشد | ایالات متحده | فیلم ترسناک پیداشده           |
| وینی-د-پو: خون و عسل      | ریس فریک-واترفیلد                                                            | امبر دوگ-تورن، ماریا تیلور، دانیل رونالد، ناتاشا توسینی، می کلی                                                                                               | ایالات متحده | اسلشر                         |